# Муррай, Гильермо
Гильермо Муррай (исп. Guillermo Murray Muttis Bird Sayi; 15 июня 1927, Колон, Аргентина — 6 мая 2021, Сан-Мигель-де-Альенде, Гуанахуато, Мексика) — мексиканский актёр аргентинского происхождения.

## Биография
Родился 15 июня 1927 года в Колоне. В 1945 году поступил на философский факультет литературного института в Аргентине, который он окончил в 1950 году, будучи выпускником института, в 1949 году был принят в труппу аргентинского театра. В 1954 году дебютировал в аргентинском кинематографе, в 1960 году — в мексиканском и с тех пор снялся в 93 работах в кино и телесериалах. Телесериалы «Мария Мерседес», «Алондра», «Узы любви», «Марисоль» и «Мне не жить без тебя» оказались весьма успешными в карьере актёра.
Скончался 6 мая 2021 года в Сан-Мигель-де-Альенде от септического шока.

## Личная жизнь
- Имел 4 детей:
  - Алехандро (ремесленник)
  - Габриэла (актриса)
  - Гильермо (писатель)
  - Родриго (актёр и режиссёр)

## Фильмография

### В качестве актёра
- Моя мексиканская шива (2007) Morirse está en Hebreo … Dr. Berman
- Дочь Марьячи (сериал, 2006 — …) La hija del mariachi … Roberto Sanchez Gallardo
- Никогда не забуду тебя (сериал, 2006) Olvidarte Jamás … Gregorio Montero
- Наследница (сериал, 2004—2005) La heredera … Don Julián
- Перемирие (2003) La tregua … Sr. Valverde
- То, что является любовью (сериал, 2001 — …) Lo que es el amor … Octavio Castellanos
- Не родись красивой (сериал, 2000—2003) El amor no es como lo pintan … José María 'Chema' Santibañez
- Волна (сериал, 1999) Marea Brava … Rafael
- Вне закона (1998) Fuera de la ley
- Искушение (сериал, 1998) Tentaciones … Eugenio Segovia
- Любимый враг (сериал, 1997) Amada enemiga … Esteban Quijano
- Мне не жить без тебя (сериал, 1996) Te sigo amando … Arturo Aguirre
- Марисоль (сериал, 1996) Marisol … Dr. Álvaro Linares
- Узы любви (сериал, 1995 — 1996) Lazos de amor … Alejandro Molina
- Алондра (сериал, 1995) Alondra … Lic. Pelegrín
- Dónde quedó la bolita (1993)
- Мария Мерседес (сериал, 1992) María Mercedes … Dr. Carbajal
- Пепел и алмазы (сериал, 1990) Cenizas y diamantes … Felipe (1990)
- Цветок и корица (сериал, 1989) Flor y canela
- Белое и чёрное (сериал, 1989) Lo blanco y lo negro … Guillermo Alcázar
- Грех Оюки (сериал, 1988) El pecado de Oyuki … Richard
- Проходят годы (сериал, 1985) Los años pasan … Alejandro
- Температура любви (1985) Fiebre de amor
- Женщина, случаи из реальной жизни (сериал, 1985 — …) Mujer, casos de la vida real
- El judicial (1984)
- Последний камикадзе (1984) El último kamikaze … Varnoff
- El sinvergüenza (1984)
- Muerte en el Río Grande (1982) … Albert Andrews
- Días de combate (1982) … Marques
- Es mi vida (1982) … Alberto Moras
- Seis pasajes al infierno (1981)
- La vida de nuestro señor Jesucristo (1980) … Joseph
- Девушка из предместья (последующий ремейк — Мария из предместья (1995)) (сериал, 1979) Muchacha de barrio … Pablo Moncada (1979)
- Униженные и оскорбленные (сериал, 1977) Humillados y ofendidos … Pedro Correa, (1977)
- Нарасхват (сериал, 1975) Barata de primavera … Gustavo Silva
- Я убил Факундо (1975) Yo maté a Facundo
- La super, super aventura (1975)
- Большое приключение (1974) La gran aventura
- В тумане (сериал, 1973) Entre brumas
- Близнецы (сериал, 1972) Las gemelas … Carlos
- Lo que mas queremos (1972)
- Victoria (1972)
- El deseo en otoño (1972) … Victor de la Torre
- Иисус, Мария и Иосиф (1972) Jesús, María y José … José
- Tú, yo, nosotros (1972)
- Честная женщина (1972) Una mujer honesta
- Fin de fiesta (1972) … Carlos
- Право детей (сериал, 1971) El derecho de los hijos
- Мятежная послушница (1971) La novicia rebelde … Dr. Sanjurjo
- Иисус, сын Божий (1971) Jesús, el niño Dios … José
- Las puertas del paraíso (1971)
- El juicio de los hijos (1971) … Marcos Aldama
- Siempre hay una primera vez (1971) … Carlos, padre de Isabel (segment 'Isabel') + режиссёр и сценарист
- Ha entrado una mujer (1970)
- La amante perfecta (1970) … Felipe Arias
- El crepúsculo de un dios (1969) … Roberto Espinosa de los Monteros
- Trampa para un cadáver (1969)
- Andante (1969) … Oscar Lawrence
- Flor marchita (1969) … David Grajalez
- Китайская комната (1968) The Chinese Room … Dr. Manuel Saluby
- Amor en las nubes (1968)
- 4 contra el crimen (1968) … Enrique Ferrer
- Desnudarse y morir (1968)
- Дебора (сериал, 1967)
- Deborah
- Mujeres, mujeres, mujeres (1967)
- Проклятая Венера (1967) La Venus maldita
- Планета женщин-завоевательниц (1966) El planeta de las mujeres invasoras … Daniel Wolf
- Планетарные гиганты (1966) Gigantes planetarios … Daniel Wolf
- Куэрнавака весной (1966) Cuernavaca en primavera
- Una mujer sin precio (1966)
- Los valses venían de Viena y los niños de París (1966)
- Preciosa (1965)
- Убийца-невидимка (1965) El asesino invisible
- Cucurrucucú Paloma (1965)
- He matado a un hombre (1964) … Alberto Mendoza
- Три лица женщин (сериал, 1963) Tres caras de mujer
- La huella macabra (1963) … Count Brankovan
- Ханина (сериал, 1962) Janina … Principe (1962)
- Связанная одной цепью (сериал, 1962) Encadenada
- Прощай, моя любовь (сериал, 1962) Adiós, amor mío
- Мир вампиров (1961) El mundo de los vampiros … Count Sergio Subotai
- Dios sabrá juzgarnos (1961)
- Процессия (1960) La procesión
- Пласа Уинкуль (1960) Plaza Huincul (Pozo Uno) … Leading man
- Золотая женщина (сериал, 1960) La mujer dorada
- Неистовое лето (1960) Verano violento … Miguel
- Индианка (1960) India … Aventurero
- Альфонсина (1957) Alfonsina
- El protegido (1956) … Osvaldo Bardi
- Somos todos inquilinos (1954)

#### Камео
- Memoria del cine mexicano (1993)

### В качестве режиссёра
- Para usted jefa (1980) + сценарист
- Однажды, человек… (1971) Una vez, un hombre… + рассказ и адаптация